# Agrionoptera pusilla
Agrionoptera pusilla är en trollsländeart som beskrevs av Maurits Anne Lieftinck 1962. Agrionoptera pusilla ingår i släktet Agrionoptera och familjen segeltrollsländor. Inga underarter finns listade i Catalogue of Life.